# Zware jongens (film)
Zware jongens is een Vlaamse komische film die werd geregisseerd door Robbe De Hert (De Witte van Sichem, Lijmen/Het Been). De hoofdrollen worden vertolkt door Gaston Berghmans en Leo Martin.

## Verhaal
Gaston is opgegroeid aan de rand van de maatschappij en gaat zo weinig mogelijk om met andere mensen. Leo daarentegen is een zeer burgerlijk iemand. Hij leeft ver boven zijn stand, maar heeft een gouden hart. Door het gebruik van vervalste cheques en ongedekte kredietkaarten probeert hij de schijn op te houden. Door een toeval wordt het lot van Gaston aan dat van Leo gekoppeld.

## Rolverdeling
| Acteur               | Personage                    |
| -------------------- | ---------------------------- |
| Gaston Berghmans     | Gaston Berghmans             |
| Leo Martin           | Leo Martin                   |
| Lieve Cools          | Linda                        |
| Albert Maes          | brein ontsnapping gevangenis |
| Yvonne Verbeeck      | Moeder van gangster          |
| Chris Cauwenberghs   | Gangster                     |
| Jef Burm             | Inspecteur Lagaffe           |
| Eric Clerckx         | Eric                         |
| Koen Crucke          | Gevangene Caruso             |
| Machteld Ramoudt     | Verpleegster gesticht        |
| Paul-Emile Van Royen | Directeur gevangenis         |
| Jaak Van Assche      | Aalmoezenier                 |
| Jan Decleir          | Gevangene 1                  |
| Rocco Granata        | Gevangene 2                  |
| Jan Van Dyke         | Man met strandstoel          |